# Mittelstille
Mittelstille è una frazione (Ortsteil) della città tedesca di Smalcalda.